# Millenniumi Díj
Millenniumi Díj (korábban: Király Díj) a galopp versenyek egyik legrangosabb, legmagasabban díjazott viadala. A verseny távja hagyományosan 1800 méter, melyen hároméves és idősebb lovak mérhetik össze tudásukat. A Millenniumi Díjat általában május harmadik versenynapján rendezik meg.

## A díj története
A millenniumi ünnepségek egyik legnagyobb attrakciója, idegenforgalmi szenzációja a magyar lóverseny volt. A „motor” Batthyány Elemér, aki sorra alapította a nagydíjakat. Az állam 100 ezer koronával támogatta Millenniumi Díj ősét a Király Díjat, amelyben a legjobb hároméveseket együtt versenyeztették a még lábon lévő idősebb lovakkal. A díj a Monarchia Derby-jének nevezett Preis des Jockey Club jelentőségét volt hivatott tompítani. A verseny első két évtizedében a korszak legjobb lovainak nevét a győztesek között is megtaláljuk. Közülük  kiemelkedett Rascal háromszori győzelmével. A két világháború között éppen a legjobbak nem tudtak ezen a versenyen diadalmaskodni. Később Imperiál mellett Roppant, Absolon, Notórius és Steady As A Rock is duplázni tudott.
Mindmáig az egyik legrangosabb galopp versenyt csak 1920-ban írták ki Millenniumi Díj néven.

## A győztesek
| Szám | Év   | Győztes ló                    | Lovas              | Idomár        | Tulajdonos        | Idő    |
| ---- | ---- | ----------------------------- | ------------------ | ------------- | ----------------- | ------ |
| 1    | 1896 | Dandár'                       | Ibett              |               | Blaskovich Ernő   | -      |
| 2    | 1897 | Ganache                       | Adams              |               | -                 | -      |
| 3    | 1898 | Mindig                        | Huxtable H.        | -             | -                 | -      |
| 4    | 1899 | [Pardon]                      | Cleminson          | -             | -                 | -      |
| 5    | 1900 | Incroyable                    | Wilton             | -             | -                 | -      |
|      |      |                               |                    | -             | -                 | -      |
|      | 1999 | Andrásfi                      | Varga Zoltán       |               |                   | 1:51.8 |
|      | 2000 | National Flirt National Flirt | Kovács Sándor      |               |                   | 1:52.8 |
|      | 2001 | Rodrigo                       | Kerekes Károly     |               |                   | 1:56.8 |
|      | 2002 | Waters Edge                   | Pető Sándor        |               |                   | 1:51.5 |
|      | 2003 | Pretty Princ                  | Tormási Gyula      |               |                   | 1:51.0 |
|      | 2004 | Lidohill                      | Varga Zoltán       |               |                   | 1:52.9 |
|      | 2005 | Brahy                         | Gömöri Sándor      |               |                   | 1:51.6 |
|      | 2006 | Gina Maxi                     | S. Georgiev        |               |                   | 1:52.6 |
|      | 2007 | Frankly Dancing               | Kovács Sándor      |               |                   | 1:51.3 |
|      | 2008 | Atheneum                      | A. Turgaev         |               |                   | 1:49.1 |
|      | 2009 | Steady As A Rock              | Varga Zoltán       | Pető Sándor   | Dr. ELF Kft.      | 1:47.6 |
|      | 2010 | Steady As A Rock              | Varga Zoltán       | Pető Sándor   | Dr. ELF Kft.      | 1:49.4 |
|      | 2011 | Shamal Sally                  | Z. Smida           | Z. Kubovicová | OMS & MIKO Racing | 1:47.9 |
|      | 2012 | Ostinato                      | N. Murru           | Kovács Sándor | Mr Prospector Bt. | 1:51.3 |
|      | 2013 | Seperate Opinion              | Kerekes Károly     | Zala Csaba    | CANTEL SHOP Kft.  | 1:53.4 |
|      | 2014 | Akaba                         | Stanislav Georgiev | Hajdi Lajos   | ESDE              | 1:52.6 |